# Ендоморфізм
В математиці ендоморфізмом називають морфізм (або гомоморфізм) від математичного об'єкта до себе. Наприклад, ендоморфізмом векторного простору V буде лінійне відображення ƒ: V → V, а ендоморфізмом групи G буде гомоморфізм груп ƒ: G → G. Загалом ми можемо говорити про ендоморфізм у теорії категорій. У категорії множин ендоморфізм — функціональне відображення множини самої на себе.
У будь-якій категорії, композиція двох ендоморфізмів X є ендоморфізмом X. Це означає, що множина всіх ендоморфізмів Х формує Моноїд. Позначається End(X) (або EndC(X) щоб підкреслити категорію С).
Оборотний ендоморфізм Х є автоморфізмом. Множиною всіх автоморфізмів є підмножина End(X) з груповою структурою. Вона називається групою автоморфізмів Х і позначається Aut(X). Розгляньте діаграму нижче (стрілки позначають імплікації):
| автоморфізм                 | {\displaystyle \Rightarrow } | ізоморфізм                  |
| {\displaystyle \Downarrow } |                              | {\displaystyle \Downarrow } |
| ендоморфізм                 | {\displaystyle \Rightarrow } | гомоморфізм                 |

Будь-які два ендоморфізми абелевої групи A можна обчислити за формулою (ƒ + g)(a) = ƒ(a) + g(a). Відповідно до цієї формули ендоморфізми абелевих груп утворюють кільце ендорфізмів. Наприклад, множина всіх ендорфізмів
Zn — це кільце всіх n × n матриць, які складаються з цілих значень. Ендоморфізм векторного простору або модуля також утворюють кільце, як це роблять ендоморфізми будь-якого елемента в предикативних категоріях.

## Теорія операторів
В будь-якій конкретній категорії, особливо для векторного простору, ендоморфізм — це відображення множини самої на себе, може інтерпретуватись як унарна операція, що діє на ці елементи. Це дозволить нам визначити поняття орбіти елементів тощо. В залежності від додаткової структури, категорії визначені в розділах (Топологія). Такі оператори можуть мати такі властивості, як неперервна функція і так далі. Більше інформації ви знайдете в розділі Теорія операторів.

## Ендофункція в математиці
В математиці ендофункція — це функція, область значень якої дорівнює області її визначення. Ендофункція гомоморфізму — це ендоморфізм.
Нехай S — це довільна множина. Серед ендофункцій на S знайдеться перестановка з S і констант функцій, пов'язаних з {\displaystyle x\in S} даних {\displaystyle c\in S}. Кожна перестановка з S має свою область значень, еквівалентну області визначень, і є бієктивною та інволютивною. Постійна функція на S, якщо S містить більше одного елемента, має область значень, яка є підмножиною області визначень, та не є бієктивною (інволютивною). Частково, бієктивні ендофункції є інволютивними, тобто функціями, які збігаються зі своїми інверсіями.